# Holodomor

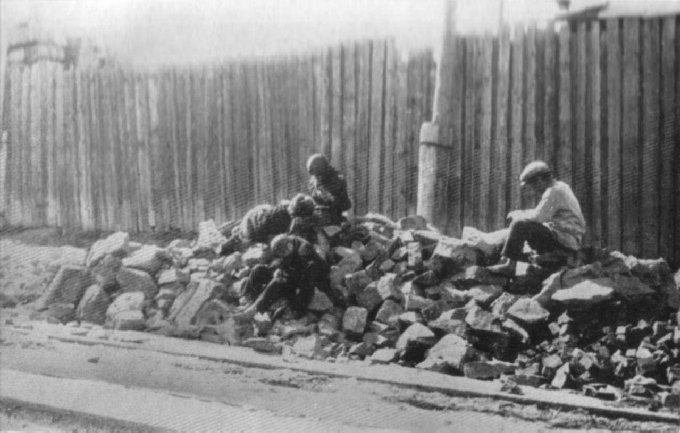
Fotografía de Alexander Wienerberger en alguna región no identificada de Ucrania durante la hambruna en 1933.

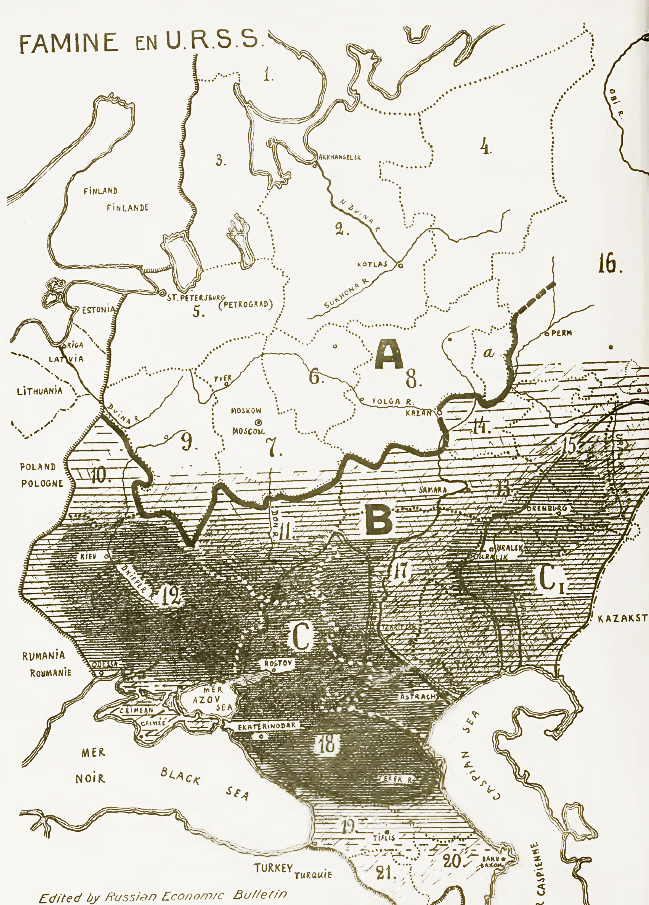
Áreas afectadas por la hambruna.

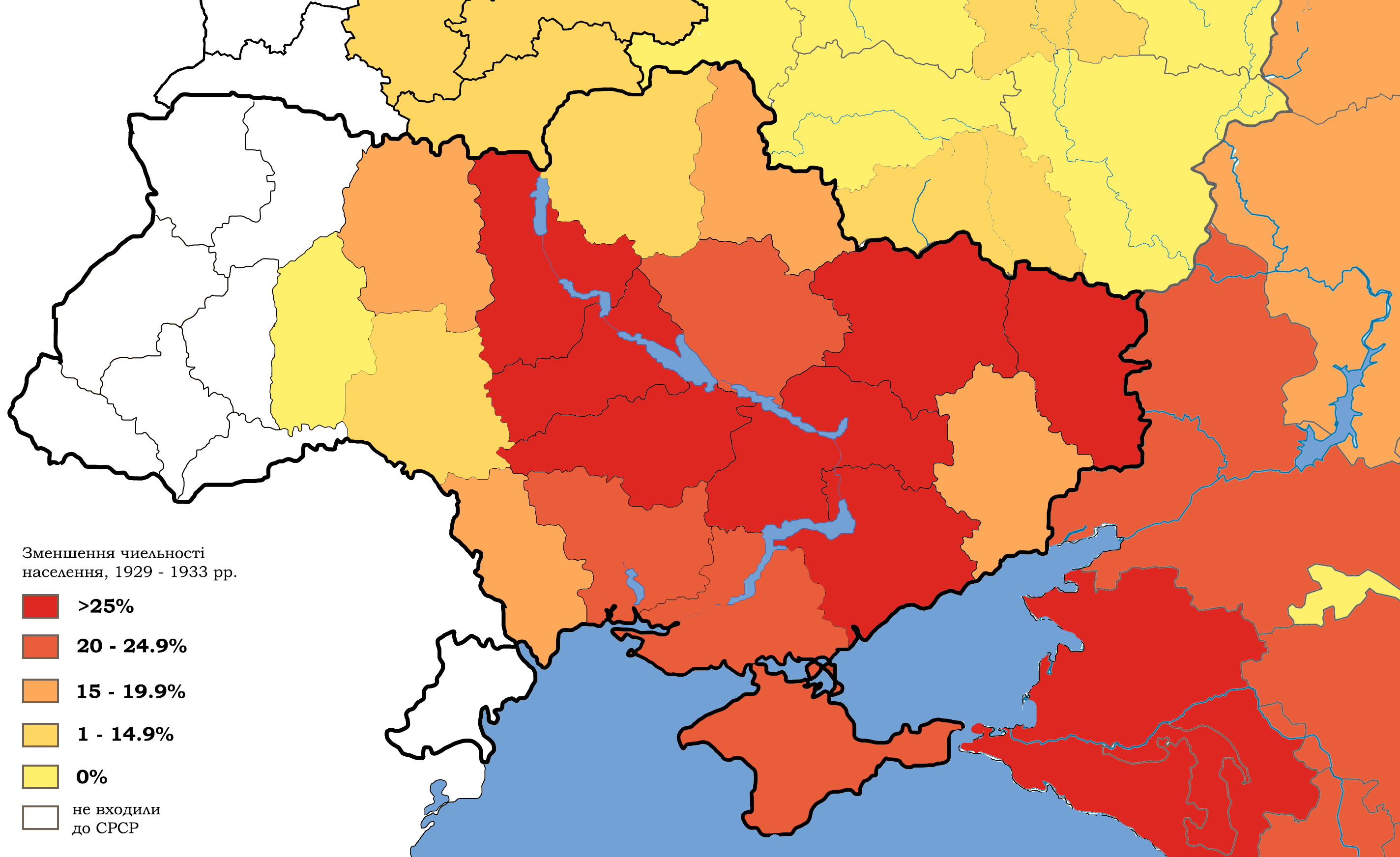
La hambruna fue parte de una catástrofe más amplia, la hambruna soviética, que afectó el sur de Rusia, el este y el centro de Ucrania, Kubán y la región del Volga en particular.

El Holodomor (en ucraniano: Голодомор; pronunciación: ɦɔlodɔmɔr: 'matar de hambre') es el nombre atribuido a la hambruna que devastó el territorio de la República Socialista Soviética de Ucrania, Kubán, Ucrania Amarilla y otras regiones de la URSS, en el contexto de la colectivización de la tierra emprendida por la URSS, hacia 1932-1933, cuando habrían muerto de hambre entre 1,5 y 12 millones de personas.
Los archivos secretos desclasificados tras la disolución de la Unión Soviética notifican un aumento de la mortalidad en 1932 estimado en una tasa adicional a la media de años anteriores de unas 150.000 personas, mientras que 1933 refleja algo más de 1,3 millones de personas —lo que hace un total de unas 1,5 millones de personas fallecidas a consecuencia directa de la hambruna según estos documentos—, si bien desde 1934 tanto la mortalidad como la natalidad descendieron entre el 20 y el 40% en comparación con la media de los años previos a la hambruna.
Si el Holodomor fue un genocidio o no, sigue siendo objeto de debate académico, al igual que las causas de la hambruna y la intencionalidad de las muertes. Algunos académicos sostienen que la hambruna fue planeada por Stalin para eliminar un movimiento independentista ucraniano. Otros sostienen que fue consecuencia del proceso de industrialización soviético.
Según los críticos del régimen soviético si se tiene como referencia la definición jurídica de genocidio y algunas opiniones, se verificaría la naturaleza genocida del Holodomor al haber fuertes indicios de una hambruna artificial creada por el régimen, comandado por Stalin. Según Anne Applebaum:
«la hambruna no fue causada por el caos ni por fallos, sino por culpa de las requisas, así que eso solo pudo ser intencional».
Los partidarios de la visión del genocidio consideran que la hambruna está relacionada con la política de rusificación de Ucrania y supresión del idioma ucraniano, las élites culturales y los representantes implementados después de la hambruna. El general de la NKVD, Vsévolod Bálitski, creía que se produciría un levantamiento armado en la primavera de 1933 para derrocar al gobierno soviético y crear una nueva nación capitalista de Ucrania. El secretario del óblast de Járkov Pável Póstyshev se refirió a los «nacionalistas burgueses» como «enemigos de clase» que deben ser eliminados.
La primera oleada de purgas, que tuvo lugar entre 1929 y 1934, tuvo como objetivo la generación revolucionaria del Partido, que en Ucrania incluía muchos partidarios de la ucranianización. El 23 de febrero de 1933, Andrii Khvylia fue nombrado para el comisario de educación en Ucrania, quien abogó por destruir los sentimientos nacionalistas en Ucrania en el campo de batalla del idioma. Las autoridades soviéticas apuntaron al comisario de Educación en Ucrania, Mykola Skrýpnyk, por promover unas reformas del idioma ucraniano, vistas como peligrosas y contrarrevolucionarias; Skrýpnyk se suicidó en 1933.
La siguiente oleada de purgas políticas, que tuvo lugar entre 1936 y 1938, eliminó a gran parte de la nueva generación de políticos que habían reemplazado a quienes perecieron en la primera. Las purgas redujeron a la mitad el número de miembros del Partido Comunista Ucraniano, y los mandos políticos ucranianos purgados fueron reemplazados en su mayor parte por los cuadros enviados desde la RSFS de Rusia, que también sufrieron muchas «rotaciones» debido a las purgas de Stalin. Zaporiyia, Dnipró y Járkov, donde todos estaban muy despoblados en la hambruna donde estaban sujetos a una estricta política de rusificación y repoblado con colonos rusos. Los colonos rusos habían sido enviados a ciento veinte granjas ucranianas vacías en Holinka en el distrito de Bakhmatsk dentro del Óblast de Chernígov; sin embargo, la mitad de los aldeanos ucranianos habían sobrevivido y regresado para reclamar sus hogares a los rusos. Entre 1934 y 1935 ocurrieron incidentes similares y la violencia entre los colonos rusos y los agricultores ucranianos hizo que un millón de los colonos fueran llevados de regreso. Además, los niños ucranianos enviados a orfanatos debido a la muerte de sus padres en la hambruna se vieron obligados a aprender ruso, como sucedió en Holinka con 2900 niños enviados a su solo orfanato.
Járkov fue el más afectado por la hambruna, perdieron alrededor de una quinta parte de su población. Desde entonces, más de 800 documentos se han descubierto en el óblast que documenta a los administradores condenar las granjas estatales por fomentar «el comportamiento de los extranjeros de clase» ordenándoles que confisquen el grano denegar ayuda alimentaria perseguir a aquellos que tomaron propiedad del estado como espiguillas, y restringir la migración a través de pasaportes internos para granjas estatales que no pudieron cumplir con las cuotas de los tributos de granos para «limpiarlos» de «extranjeros de clase».
La política de rusificación fue más intensa en Ucrania que en otras partes, por lo que este país contiene ahora el grupo más grande de rusófonos que no son rusos étnicos: en 2009 había en torno a 5,5 millones de ucranianos cuya lengua materna era el ruso. Los hablantes de ruso son más numerosos en la mitad sudoriental del país, mientras que tanto el ruso como el ucraniano son usados por igual en el centro, y el ucraniano es la lengua dominante en el oeste. Cientos de escritores ucranianos fueron asesinados en el «Renacimiento ejecutado.» Stalin firmó en persona una orden de bloqueo de los ciudadanos de Ucrania y Kubán, un territorio poblado ucraniano que huye de las aldeas hambrientas y solo estos territorios, que se argumenta para demostrar una clara naturaleza genocida a la hambruna hacia los ucranianos. Los ucranianos de Kubán fueron los más afectados por la hambruna, las transferencias forzadas y las políticas de rusificación durante el período que llevó a la reducción de la población ucraniana de 915 000 en 1926 a 150 000 en 1939. 219 460 ucranianos fueron encarcelados o deportados a su aldea debido a esta política que produjo 150 000 muertes; en contraste con cómo 665 000 refugiados kazajos pudieron huir de su sección de hambruna, 70% de los refugiados sobrevivieron para ser repatriados después de la hambruna.
Si bien se provocaron hambrunas en otras regiones de la URSS, el término Holodomor se aplica a los sucesos de Ucrania. Algunas instituciones han revocado la definición de genocidio, como la Asamblea Parlamentaria del Consejo de Europa, que cambió su denominación de «genocidio» en 2010, alegando que si bien reconocía que la hambruna forzada de Holodomor llegó a serlo como consecuencia de la política del régimen totalitario de Stalin, consideró no se ajustaba a la definición de genocidio, al no ser dirigido contra un pueblo en concreto sino contra el pueblo soviético en su totalidad. La rectificación de la declaración anterior se hizo a petición del gobierno ucraniano prorruso del luego fugado Víktor Yanukóvich, en contradicción con lo que había afirmado su antecesor en la presidencia y opositor Víktor Yúschenko.
Hacia noviembre de 2011, Ucrania y otros 22 gobiernos han denominado a las acciones del gobierno soviético como un acto de genocidio. La declaración de las Naciones Unidas de 2003 ha definido la hambruna como el resultado de políticas y acciones «crueles» del régimen totalitario que causaron la muerte de millones de personas de etnias como la ucraniana, rusa, kazaja y otras. El 23 de octubre de 2008, el Parlamento Europeo adoptó una resolución en la que se reconocía el Holodomor como un crimen contra la humanidad Además de la condena de estos países, el Parlamento Europeo, la Asamblea General de las Naciones Unidas, la Asamblea Parlamentaria del Consejo de Europa en su Resolución 1481, la Organización para la Seguridad y la Cooperación en Europa y la Organización de las Naciones Unidas para la Educación, la Ciencia y la Cultura han expresado su repulsa por los hechos, aunque sin utilizar la expresión genocidio en sus declaraciones.

## Etimología
La palabra holodomor proviene del ucraniano y significa hambruna. El término fue utilizado por primera vez por el escritor Oleksa Musienko en un reportaje presentado a la Unión de Escritores Ucranianos de Kiev en 1988. Este acontecimiento se conmemora el cuarto sábado de noviembre, tanto en Ucrania como en las comunidades ucranianas del mundo.

## 1929: Gran colectivización y objetivos del «Gran Viraje»
En la década de 1930, Stalin decidió implantar una nueva política para la URSS, a través de una radical trasformación de sus estructuras económicas y sociales, buscando los siguientes objetivos:
- La colectivización estatal de la agricultura, la expropiación por el Estado soviético de las tierras, las cosechas, el ganado y la maquinaria. De esa forma, el Estado pasaría a establecer los planes de explotación para regular la producción y obtener un modo de alimentar a las ciudades y al ejército casi gratuitamente, así como exportar los productos.
- Establecer un efectivo control político administrativo sobre los campesinos, fortaleciendo el régimen soviético. Ese apoyo sería igualmente garantizado sobre los alimentos por medio de la eliminación de la clase más pudiente de la sociedad rural, los kulaks.
- Una industrialización acelerada de la Unión Soviética teniendo como base las exportaciones de productos agrícolas, sobre todo cereales.

## La «guerra antiterratenientes»

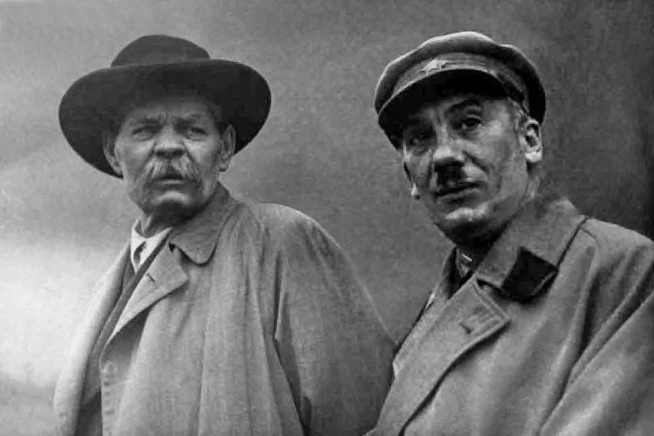
Guénrij Yagoda (derecha) en compañía del escritor Máximo Gorki (izquierda). Como subjefe de la policía política, Yagoda fue uno de los principales responsables de la lucha contra los terratenientes en el ámbito de la colectivización y la deskulakización.

El proceso de colectivización de la agricultura fue una decisión del Comité Central del Partido Comunista de la Unión Soviética tomada en diciembre de 1929.
La colectivización fue una verdadera guerra declarada por el Estado contra el modelo rural tradicional. Los campesinos, el 82% de la población soviética, fueron obligados a entregar sus medios de producción a la colectivización, cuyas pautas de producción eran fijaban por las autoridades centrales. La mayoría de los campesinos aún se encontraban en régimen de servidumbre, trabajando para los kuláks, pequeños agricultores a los que el zar Alejandro II de Rusia había emancipado entregando tierras. Para su ejecución, los funcionarios miembros del partido comunista que estaban en los campos fueron apoyados por brigadas de activistas provenientes de centros industriales.
La respuesta de los kuláks (campesinos ricos) fue muy violenta, hubo revueltas, disturbios y sabotajes por todo el país. La OGPU registró más de 14.000 casos. Como respuesta a la colectivización, los kuláks sacrificaron a más de 18 millones de caballos, más de la mitad de los existentes en el país[cita requerida].
Tras estallar disturbios y revueltas, enviaron enseguida al Ejército Rojo para sofocar la rebelión de los kuláks. En 1929 se arrestó a miles de intelectuales ucranianos bajo falsos cargos, siendo fusilados o enviados a campos de trabajo en Siberia. La resistencia movilizó cerca de tres millones de personas, en particular de las regiones pobladas por los cosacos  de los ríos Don, Volga, Kubán, del norte del Cáucaso y sobre todo en Ucrania.
No obstante, en muchos casos, las víctimas de la represión fueron abandonadas en esos territorios distantes e inhóspitos. En consecuencia, 530.000 deportados, entre ellos muchos niños, murieron por frío, hambre o los trabajos extenuantes[cita requerida].
A partir de 1931, comenzaron grandes problemas de falta de alimentos en varias regiones de la Unión Soviética que condujeron a la muerte por inanición de millones de personas, una situación conocida perfectamente por las autoridades:

... En la ex Unión Soviética millones de hombres, mujeres y niños fueron víctimas de acciones y políticas crueles del régimen totalitario. La gran hambruna de 1932-1933 en Ucrania —Holodomor— costó millones de víctimas inocentes y se convirtió en una tragedia nacional para el pueblo ucraniano...
El 10 de noviembre
de 2003, en las Naciones Unidas, veinticinco países reunidos, incluyendo a Rusia, Ucrania y Estados Unidos, firmaron una declaración conjunta en el 70 Aniversario del Holodomor.

La situación fue muy grave en Kazajistán, así como en las principales áreas cerealeras, Ucrania, el norte del Cáucaso y las riberas del río Volga, donde se había producido la mayor resistencia contra las políticas de colectivización agrícola.

### Causas iniciales de la hambruna

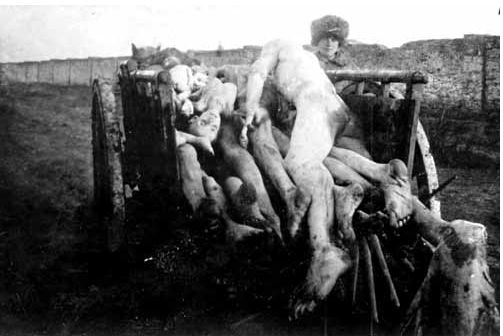
Víctimas de la hambruna soviética de 1922

Exceptuado el caso particular de Kazajistán, las causas que provocaron la tragedia fueron idénticas, atribuibles a la hambruna forzada.
Para 1932, el gobierno de los soviets dejó de ofrecer datos censales, hasta 1937, año en que la población ucraniana había mostrado un drástico retroceso, de hasta el 25%. Los datos apuntan a que los años 1932 y 1933 tuvieron una cosecha en línea con la producción agrícola de los años previos, por lo que la hambruna no podría achacarse a una mala cosecha del bienio de 1932-1933.
- La cosecha de 1931 fue de 18,3 millones de toneladas de grano.
- La cosecha de 1932 fue de 14,6 millones de toneladas de grano.
- La cosecha de 1933 fue de 22,3 millones de toneladas de grano.

Otras fuentes dieron una visión diferente. Estas fueron las conclusiones de la revista soviética Kolhóspnytsia Ukrayiny («Mujer colectivista de Ucrania») de diciembre de 1932:
- En 1932 se produce una terrible sequía que disminuye y perjudica las cosechas
- Una grave desorganización de la producción agrícola causada por las medidas de deskulakización, que sirvieron para reprimir a las élites rurales.
- La colectivización forzada llevó a muchos de los campesinos a rebelarse de forma desesperada y violenta, destruyendo gran parte de su patrimonio (cosechas, ganado).
- La ineficacia y la miseria que caracterizaron las colectivizaciones, inmersos en un contexto de violencia generalizada y caos.
- Las sucesivas e implacables cuotas requisadas, a través de las cuales el Estado procura solucionar el triple problema; industrialización acelerada; explosivo crecimiento urbano motivado por el éxodo rural, y la necesidad de frenar la deuda externa mediante un incremento en las exportaciones de materias primas.
- La resistencia de los campesinos que consideraban las medidas de la colectivización como una vuelta a la servidumbre,[73] trabajando cada vez menos, debido a su reticencia al modelo colectivista impuesto por el régimen, y como consecuencia de la debilidad física generada por la falta de alimentos.

### Auge de la crisis

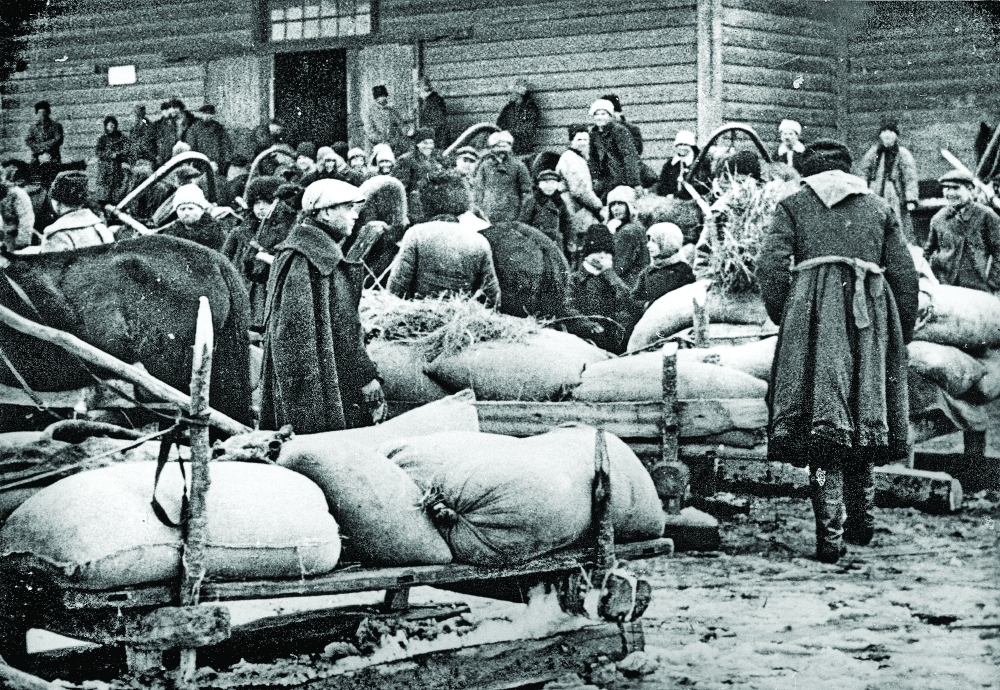
Requisa de trigo en el óblast de Kiev, 1930

En 1931 como consecuencia de las mejores cosechas en Siberia Occidental y en Kazajistán, millares de kuláks de Ucrania y del Cáucaso Norte y de la región del río Don fueron acrecentando las existencias de suministros. Por esto los órganos estatales, y a pesar de ser una cosecha bastante mediocre (de 69 millones de toneladas en toda Rusia, confiscaron 23 millones), obligaron a Ucrania a contribuir con el 42% de su producción cerealera, lo que unido a la colectivización forzada y la deskulakización provocaron el empeoramiento y la desorganización del ciclo productivo En Ucrania y en otras regiones, a partir de la primavera de 1932, la situación provocada por las muertes por inanición y el éxodo masivo de campesinos a las ciudades, suscitó la preocupación de las autoridades de varias repúblicas de la Unión Soviética. Por su parte el gobierno central motivado por la necesidad, estableció la cuota para la colecta de 1932 en 29,5 millones de toneladas, de los cuales 7 millones se debieron obtener de Ucrania. Se creó un conflicto: Los campesinos que intentaron por todos los medios conservar una parte de la cosecha, y las autoridades locales, obligadas a cumplir con la cuota impuesta por el gobierno. 
Las incautaciones de cereal fueron tan grandes, que los campesinos se vieron en la necesidad de esconder la mayor cantidad posible para garantizar las reservas alimentarías indispensables para su supervivencia. La campaña de la recolección de 1932 se vio envuelta desde el inicio en innumerables problemas y dificultades: manifestaciones de los campesinos afectados por el hambre, abandono de los campos, robo de los bienes pertenecientes a los kuláks (ganado, herramientas y cosechas) junto con la renuncia de muchos funcionarios locales y regionales del Partido o de los soviets, por no querer aplicar las medidas necesarias, ni requisar las cantidades exigidas por el gobierno para cumplir con la cuota, que condenaría de hambre a decenas de millones de personas.
Stalin manifestó su impaciencia respecto al lento ritmo que caracterizó la campaña de requisas de Ucrania, acusando a los dirigentes locales de la situación debido a su laxitud y la falta de firmeza contra los actos de sabotaje y de terrorismo, y para superar esas dificultades, el 7 de agosto de 1932 entra en vigor la ley sobre el «robo y dilapidación de la propiedad social » («ley de las cinco espigas»), que incluía penas de hasta 10 años en campos de trabajo forzados.
Las brigadas encargadas de la colecta efectuaron auténticas expediciones de castigo en las regiones cerealistas, acompañadas de abusos, violencia física y detenciones de kuláks.
A pesar de una ligera reducción en los objetivos de la colecta y de una represión en extremo dura, fueron condenadas más de 100.000 personas a muerte, en los primeros meses de la aplicación de ley, para el 25 de octubre, Moscú solo recolectó el 39% de la cantidad exigida a Ucrania.
El término kulak siguió utilizándose por los grupos deportados en Siberia o Kazajistán. Las deportaciones también tuvieron como objetivo potenciar la colonización y explotación de los inmensos recursos de esas regiones. En el contexto de la campaña de «deskulakización» (1930-1932), fueron deportadas de modo caótico y precipitado cerca de 2.800.000 personas, 300.000 eran ucranianas. Los supervivientes trabajaron en las empresas dedicadas a la explotación de los recursos naturales, forestales, mineros, metalúrgicos, vías de comunicación, etc., tratados como esclavos sujetos a todo tipo de privaciones y abusos.

### «Interpretación nacional» de Stalin

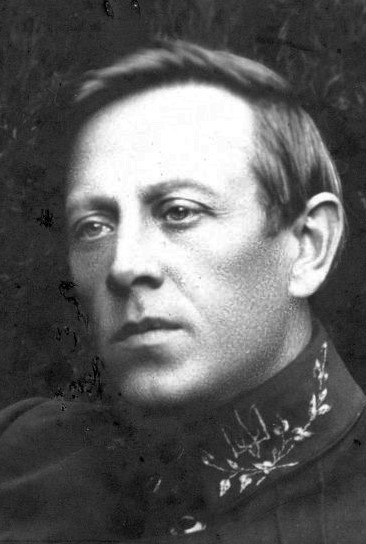
Simon Petliura.

Entre julio y agosto de 1932, Stalin concibió un nuevo análisis de la situación de Ucrania y de sus causas, expresada en una carta enviada a Lázar Kaganóvich el 11 de agosto:

(Ucrania) es hoy en día la principal cuestión, estando el Partido, y el propio Estado y sus órganos de la policía política de la república, infestados por agentes nacionalistas y por espías polacos, corriendo el riesgo «de perder Ucrania», una Ucrania que por el contrario, es necesario transformar en una fortaleza bolchevique.

En el mismo sentido, otros autores confirman que Stalin tenía la idea de que el Partido Comunista y el Gobierno ucraniano tenían infiltrados agentes nacionalistas (Petliuristas) y espías polacos (“agentes de Pilsudski”), y las aldeas reticentes a la colectivización estaban bajo influencia de agitadores contra-revolucionarios.
La decisión de utilizar el hambre provocándola con la intención de «dar una lección» a los campesinos la tomaron en el otoño, en un contexto delicado para el dictador, con la agudización de la crisis provocada por el primer plan quinquenal y el suicidio de su esposa Nadezhda Allilúieva.
El 22 de octubre de 1932, son enviadas para Ucrania y para el Cáucaso del Norte dos comisiones extraordinarias dirigidas por Viacheslav Mólotov y Lázar Kaganóvich con el objetivo de “acelerar las colectas” y teniendo el apoyo de los más altos responsables de la NKVD incluyendo a Guénrij Yagoda. Millares de agentes de la policía política y de paramilitares del partido fueron movilizados para paliar la ineficacia de las estructuras comunistas locales y reprimir cualquier sabotaje. Entre noviembre y diciembre, más de 27.000 personas fueron detenidas. Entre noviembre y diciembre, el 30% fueron dirigentes de las colectivizaciones y pequeños funcionarios rurales, con base en la acusación de sabotaje en los planes de colecta.

El recurso y el arma del hambre adquieren una magnitud y violencia particulares en los territorios ucranianos. Stalin en perfecta coherencia con su análisis acerca de los orígenes y dinámicas del fenómeno nacional, considerando a Ucrania un caso de especial gravedad, debido a la unión profunda entre nacionalismo y burguesía. El dirigente del NKVD ucraniano Vsévolod Bálitski define, el 5 de diciembre de 1932, como principal misión a desempeñar por la policía política de la república:
“El urgente desmantelamiento, identificación y eliminación de los individuos contra-revolucionarios y los kuláks-petliuristas que sabotean las medidas aplicadas por el Gobierno Soviético y por el Partido en las aldeas”.

## La hambruna

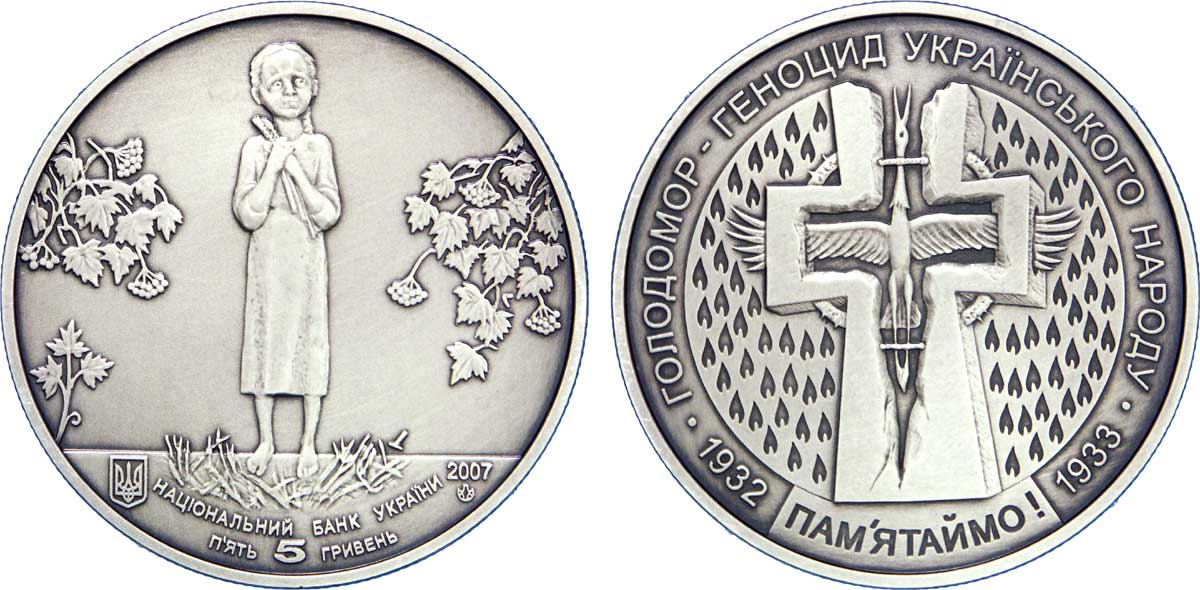
Moneda de 5 grivnas conmemorativa del Holodomor, acuñada en 2007.

Con el fin de aplastar toda resistencia contra el régimen y ampliar el control sobre los campesinos, las autoridades soviéticas tomaron decisiones y medidas para generar una hambruna generalizada y artificial. Un estudio de 30 resoluciones del Comité Central Ejecutivo del Partido Comunista Bolchevique, y del Comité del Consejo soviético de la República Socialista Soviética de Ucrania así como de la URSS, publicadas entre 1929 y 1933, describen y analizan las condiciones para el total aniquilamiento físico de la población rural de Ucrania, ya que, según antecedentes, existía suficiente comida en Ucrania para alimentar dos veces a su población.
Stalin ordenó sistemáticos aumentos en las cuotas de producción de alimentos, lo que se llevó a cabo hasta el agotamiento de los suministros en los graneros ucranianos. La cosecha de trigo de 1933 se vendió en el mercado mundial a precios por debajo del mercado para agotarla. Se calcula que la cosecha de 1933 podría haber alimentado durante dos años a la población de Ucrania, llamada «el granero de Europa».[cita requerida]

Fotografía de una calle de Járkov realizada por Alexander Wienerberger en 1933.

Siendo crítica la situación, el Partido Comunista de Ucrania solicitó a Stalin la reducción de las cuotas de comida, nuevamente se envió al Ejército Rojo para reprender al PC ucraniano. La policía secreta siguió siempre aterrorizando a la población realizando inspecciones aleatorias y apropiándose de toda la comida encontrada, considerada propiedad del Estado. El castigo por robar variaba, desde la muerte al envío mínimo de 10 años a un Gulag [cita requerida]. Rápidamente se gestó una hambruna masiva y duradera. Durante los peores momentos se calcula que morían unas 25.000 personas cada día en Ucrania.
Desde los países de Europa occidental y EE. UU. los emigrantes ucranianos respondieron enviando cargamentos de comida. La ayuda fue requisada por las autoridades soviéticas. Los gobiernos y la prensa occidental ignoraron durante mucho tiempo los informes sobre las hambrunas que periódicamente se escapaban al control soviético.
Muchos sectores de comunistas defensores de Stalin señalan que el «Holodomor» como concepto de exterminio perpetrado por Stalin es una creación ficticia de los servicios de inteligencia nazis, comprado como información por el magnate y propietario del Chicago's American de William Randolph Hearst y difundida por Occidente con fines de propaganda, tal y como recoge el libro de Douglas Tottle, «Fraud Famine and Fascism the Ukrainian Genocide Myth» (1987). En el mismo se señala a los kuláks como responsables de las hambrunas, al quemar cosechas y realizar sabotajes.

### Número de víctimas
La cantidad total de víctimas es desconocida; los historiadores tienen grandes dificultades para esclarecer el número por los siguientes factores:
| Año  | Nacimientos | Fallecimientos | Cambio natural |
| ---- | ----------- | -------------- | -------------- |
| 1927 | 1184        | 523            | 661            |
| 1928 | 1139        | 496            | 643            |
| 1929 | 1081        | 539            | 542            |
| 1930 | 1023        | 536            | 487            |
| 1931 | 975         | 515            | 460            |
| 1932 | 782         | 668            | 114            |
| 1933 | 471         | 1850           | -1379          |
| 1934 | 571         | 483            | 88             |
| 1935 | 759         | 342            | 417            |
| 1936 | 895         | 361            | 534            |

- Las restricciones en el acceso a ciertos archivos de la URSS
- La mortalidad directamente imputable a las epidemias del tifus;
- La política de secretismo impuesta por el régimen, al prohibir a los funcionarios de los soviets rurales mencionar el hambre como causa de muerte
- La desorganización de los registros como consecuencia del fallecimiento o de la fuga de funcionarios pertenecientes a las regiones diezmadas
- La circunstancia de que numerosas víctimas fueron enterradas en fosas comunes
- Las migraciones y deportaciones de campesinos a otras repúblicas soviéticas
- La adopción de la nacionalidad rusa por parte de muchos campesinos ucranianos.[102]

A pesar de la existencia estimada que van de 1,5 a 10 millones de víctimas ucranianas, los cálculos más recientes de historiadores, sobre la base de fuentes de los archivos soviéticos, indican un número de entre 3 a 3,5 millones de muertes.
Por otra parte, se calcula que de 1,3 a 1,5 millones murieron en Kazajistán (exterminando entre un 33% a 38% de los cosacos), así como centenas de millares en el Cáucaso del Norte y en las regiones de los ríos Don y Volga, donde el área más duramente afectada correspondió al territorio de la República Autónoma Socialista Soviética de los Alemanes del Volga, en total aproximadamente de 5 a 6 millones de víctimas, entre los años 1931 y 1933.

### Los salvadores de la gente del hambre

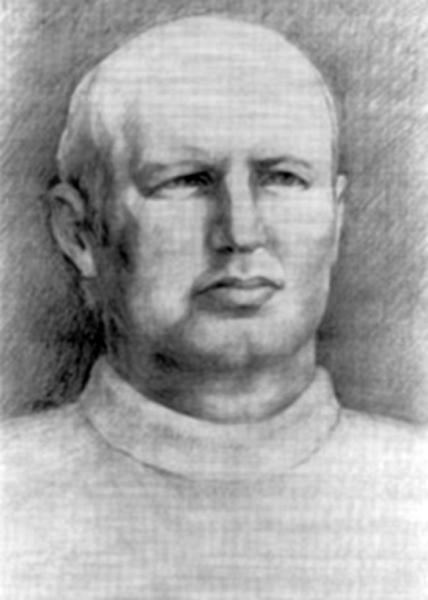
Vasyl' Ivchuk, galardonado póstumamente con el título de Héroe de Ucrania

En general, dado que ayudar a los hambrientos era ilegal en la URSS y en la acusación se calificaba como "simpatía por los enemigos del pueblo" (Artículo 58, Constitución de la URSS de 1924), las acciones caritativas se llevaron a cabo en secreto, sin mucha publicidad, pero en Ucrania se conocen al menos 144 nombres diferentes de héroes. Las biografías de algunos de ellos se han conservado íntegramente.

## Testimonios de algunos supervivientes
La web de Holodomor Survivors contiene abundante material sobre los supervivientes de Holodomor, incluyendo unos sesenta vídeos con testimonios de supervivientes exiliados de la URSS.

El gobierno dijo que había que entregárselo todo, y comenzaron a humillar a mi padre. Mi padre dijo: Tengo hijos, tengo una familia. (Pero dijeron que...) todos iríamos a la granja colectiva (koljos), y que íbamos a estar mejor. Le dijeron a mi padre que bajara las campanas de la iglesia. Mi padre dijo: "Yo no las subí y no voy a bajarlas." Así que lo golpearon y se lo llevaron a una celda de detención. Nosotros no lo vimos por más de dos semanas, y cuando llegó a casa, él murió de inmediato. Cuando se cosechaba el trigo o el centeno, utilizaban máquinas para ello, y dejaban los tallos. Así que mi madre, en su camino a casa; recogió algunos tallos para cocinar algo. Una brigada tomó los tallos y golpeó después a mi madre. Cuando llegó a casa se acostó en la cama, y nunca se levantó de nuevo. No sé cuánto tiempo se quedó allí, pero así fue como murió.
Vídeo de Maria Martyniuk, superviviente de la villa de Khyzhychi, 17 Julio de 2008, Toronto.

Cuando nos empezaron a expropiar, cubrieron todas nuestras patatas con un polvo blanco, tanto las grandes, que mi madre reservado para nosotros; como las más pequeñas, que eran para nuestros cerdos. Entonces los hombres empujaron las patatas con rastrillos, para que se mezclaran entre este polvo. Ellos envenenaron las papas, y lo destrozaron todo. Se llevaron todas las semillas que mi madre había salvado para el próximo año. Se llevaron todo. No sé por qué mi madre hizo esto, pero; antes de que nos lo quitaran todo, cavó un agujero grande cerca de nuestra bodega y en el otoño escondió allí 18 bolsas con papas en ese agujero. Solía haber una medida llamada cubo, y cuatro cubos equivalían a un saco. Mi madre rellenó el agujero con gavillas de centeno y puso allí 18 bolsas de patatas en ese agujero. Luego derribó un árbol cercano para cubrir ese agujero. Nadie encontró el hoyo, a pesar de que tantearon el suelo por todas partes perforándolo con varillas de acero. Ellos requisaron tanto en la casa como en el suelo, para asegurarse de que no había nada enterrado. Pero debido a que el árbol cubrió ese hueco no pudieron encontrar las papas enterradas allí; y sin esas patatas, ni la familia de mi madre, ni nosotros hubiéramos sobrevivido.
Vídeo de Luba Kachmarska, superviviente de la villa de Male Starosilya, 1 de Agosto de 2008, Hamilton.

## Condena internacional

Mapa de los países que reconocieron el Holodomor como genocidio.

Ucrania aprobó la ley «Sobre el Holodomor en Ucrania de los años 1932-1933», propuesta por el presidente del país, Víktor Yúschenko. Según esta ley, el Holodomor en Ucrania de los años 1932-1933 es declarado genocidio contra el pueblo ucraniano. En su preámbulo se incluye la definición del genocidio, de acuerdo con la jurisprudencia internacional aceptada. Asimismo, la propia ley establece que, «la negación pública de la existencia del Holodomor de los años 1932-33 en Ucrania se considera una burla a la memoria de los millones de víctimas de la tragedia, una humillación a la dignidad del pueblo ucraniano y es ilegal». Con motivo del 75 aniversario del inicio del Holodomor, Ucrania presentó ante las Asamblea General de las Naciones Unidas, una nueva propuesta dirigida a declarar el Holodomor de los años 1932-1933 un genocidio contra el pueblo ucraniano. 

En la 58 sesión de la ONU se introdujo por primera vez en el diccionario internacional político como término para denominar al Holodomor hambruna artificial. La declaración común fue apoyada por 63 estados y aprobada. El 23 de noviembre del 2008 el Papa Benedicto XVI, tras el rezo del Ángelus con los fieles congregados en la Plaza de San Pedro, recordó la gran hambruna de los años 30 en Ucrania, coincidiendo con el 75 aniversario del Holodomor:
«En estos días celebramos el 75 aniversario del Holodomor -la gran hambruna- que en los años 1932 y 1933 causó millones de muertos en Ucrania y en otras regiones de la Unión Soviética durante el régimen comunista».

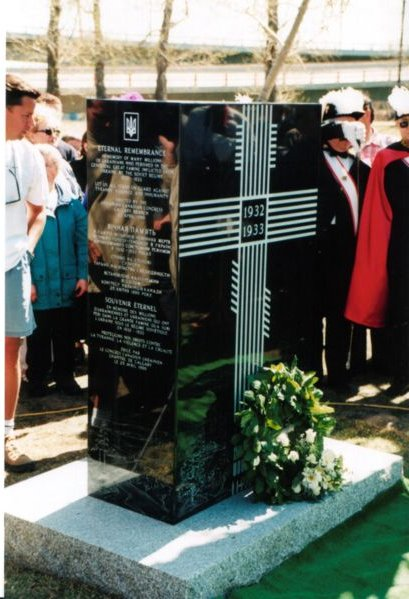
Monumento en recuerdo al Holodomor, en Calgary, Canadá.

Actualmente, numerosos países reconocen la hambruna de 1932-1933 como un genocidio contra el pueblo ucraniano, reflejando así una valoración político-jurídica de dicho acontecimiento. Entre ellos se encuentran:
- Australia[115][116]
- Bulgaria[117]
- Canadá[118][119][120]
- Santa Sede[121][122]
- Colombia[123][124]
- Ecuador[125][126]
- Estonia[127][128]
- Georgia[129][130][131]
- Hungría[132][133]
- Letonia[134][135]
- Lituania[136][137][138]
- México[139][140]
- Paraguay[141][142]
- Perú[143][144]
- Polonia[145][146][147][148]
- Ucrania[149][150][151][152]
- Estados Unidos (solo aprobado por el Senado)[153][154]

Por otro lado, algunos países han condenado el Holodomor como un acto de exterminio, aunque sin calificarlo formalmente de genocidio:
- Argentina[155][156][157][158]
- Chile[159]
- Eslovaquia[160][161]
- República Checa[162][163]
- España
- Brasil
- Andorra
- Italia

## Controversias
La mayor parte de las controversias acerca del Holodomor surge alrededor de la cuestión de si la hambruna fue un objetivo intencional del poder y si tuvo motivos étnicos para llamarse genocidio. También se han denunciado casos de exageración, invención y falsificación de los hechos históricos en el tema. Los críticos que rechazan la catalogación de genocidio se basan en los siguientes argumentos:
- La mayoría de los materiales visuales atribuidos al Holodomor en realidad son de los archivos de la Cruz Roja y se refieren a la hambruna Rusa de 1921,[164] resultado de la guerra civil. Los materiales auténticos de los años treinta apenas puedan existir en tal cantidad debido al control total sobre los medios de comunicación de parte de los servicios de seguridad soviéticos en aquellos tiempos. En ocasiones se han utilizado imágenes de la Gran Depresión de los EE. UU.[165][166] en exposiciones centradas en el Holodomor.

- No se puede llamar el Holocausto exclusivamente de los ucranianos los hechos de la mala gestión, ceguera económica y métodos violentos de resolver problemas políticos en la URSS de los años treinta, ya que por el mismo caso en 1933 la RSS de Kazajistán superó Ucrania en el porcentaje de mortalidad.[167]

- Los acopios forzados de cereales en las zonas rurales de la URSS se realizaban conforme al plan estatal de siempre, y aun reducido desde 29,5 millones de toneladas a 20,65,[168] en condiciones de sabotaje[169] de la siembra y aun de la cosecha por los campesinos que sabían que igual tendrían la comida en abundancia mientras que las zonas industriales se quedarían sin nada.[170][168]

- La exportación de los cereales se redujo bruscamente en 1932 a 1,8 millones de toneladas en comparación con 4,8 en 1930 y 5,2 en 1931.[171][172] En 1933 la exportación de cereales de la URSS constó sólo 350 mil toneladas y para el fin del año se detuvo.[173]

- En la primera mitad de 1933, a costa de la reducción de la exportación, la URSS redistribuyó 1,1 millón de toneladas de abastos, semillas y forraje como ayuda, de lo cual 576 400 toneladas fueron distribuidas a la RSS de Ucrania,[173] revelada allí la peor situación de todas,[167] lo que dos veces superó la exportación de la región.[168] Para comparar, en 1932 sólo 65 600 toneladas de cereales fueron concedidas como ayuda a la RSS de Ucrania.[173]

- Un gran número de personas que a veces se califican como muertos de hambruna en las zonas rurales de Ucrania en realidad migraron a las ciudades grandes.[170] La gran parte de la migración tuvo lugar en 1931-1932.[173]

- Las medidas de bloqueo de migración de las zonas afectadas por la hambruna tomadas en Ucrania el 22 de enero de 1933 también fueron tomadas en Rusia a partir de 16 de febrero de 1933.[173]

- “Holodomor” no puede ser calificado como un genocidio, porque, primero, sus víctimas pertenecían a gran número de etnias (griegos,[174] por ejemplo) en diferentes regiones de la URSS.[175] Segundo, los mandatarios soviéticos en el momento de la hambruna pertenecían a etnias distintas, a veces a las mismas etnias que fueron víctimas. Por ejemplo, Stalin era georgiano; Kosior, el Secretario General del Partido comunista de la RSS de Ucrania, era polaco; Mólotov era ruso y Kaganóvich era judío.

- No existe ningún documento de la ONU que califique la hambruna en la URSS de 1932-1933 como un genocidio.

Existen, sin embargo, posiciones enfrentadas sobre la cuestión. Raphael Lemkin, historiador polaco de orígenes judíos, acuñó el término genocidio. En su monumental obra «Historia del Genocidio» se incluye un último capítulo titulado «Soviet Genocide in the Ukraine» (El genocidio soviético en Ucrania) en el que define una política de destrucción nacional -y no clasista- basada en los siguientes puntos:
- a) Supresión de la élite nacional ucraniana,
- b) Muerte por hambre de la población granjera ucraniana,
- c) sustitución de esta población por inmigrantes no-ucranianos provenientes de la URSS, y
- d) destrucción sistemática de la estructura eclesial ortodoxa local.

Se ha señalado que además de estos procesos, 8 millones de personas de etnia ucraniana murieron en la URSS antes del inicio de la crisis alimentaria.
El historiador Robert Conquest señaló que la hambruna de 1932-33 fue un acto deliberado de asesinato en masa, si no un genocidio cometido como parte del programa de colectivización estalinista. En 2006, el Servicio de Seguridad Ucraniano desclasificó más de 5.000 páginas relativas a los archivos Holodomor. Estos documentos sugieren que el régimen soviético «ignoró» a Ucrania permitiendo en cambio que otras regiones exteriores recibiesen ayuda humanitaria. Por otra parte, algunos investigadores afirman que el libro de Conquest sobre la hambruna está lleno de errores e inconsistencias y que debe considerarse una expresión del clima de la Guerra Fría.
R.W. Davies y Stepehn G. Wheatcroft contactaron posteriormente con Conquest y señalaron que en la actualidad no considera que esta hambruna fuese «deliberada». Conquest -y, por extensión, Davies y Wheatcroft- sostienen que de haberse abandonado la industrialización intensiva, el hambre podría haberse «prevenido» (Conquest), o al menos haberse abreviado significativamente.
...consideramos la política de rápida industrialización como la causa última de los problema agrícolas de principios de los años 30, y no creemos que las versiones de China o NEP sobre la industrialización fuesen viables en las circunstancias nacionales e internacionales de la Unión Soviética
Del mismo modo, juzgan que el liderazgo de Stalin fue responsable de errores significativos en el planteamiento de la industrialización de la agricultura. 
Davies y Wheatcroft también citan una carta no publicada de Robert Conquest:
Nuestro punto de vista sobre la relación entre Stalin y la hambruna es próximo al de Robert Conquest, quien anteriormente fue considerado el campeón del partido que consideraba que Stalin había causado el hambre deliberadamente, al modo de un genocida. En 2003, el dr. Conquest nos escribió una carta señalando que no mantiene la idea de que «Stalin incitase a propósito el hambre de 1933. No. Lo que discuto es que ante el panorama de una hambruna inminente, él pudo haberla evitado, pero antepuso el «interés soviético» a la alimentación de los que estaban muriendo de hambre, permitiéndola conscientemente.
Esta retracción de Conquest también ha sido apuntada por Kulchytsky.
Algunos historiadores mantienen que la hambruna fue una consecuencia involuntaria de la colectivización soviética, y que la resistencia presentada por el campesinado ucraniano sólo exageró los efectos de una cosecha que ya era mala de por sí. Otros investigadores afirman que mientras la definición «Genocidio ucraniano» suele aplicarse a este fenómeno, en un sentido estricto esta terminología es inaceptable.
La distribución estadística de víctimas de la hambruna entre las diferentes etnias ucranianas refleja equitativamente la distribución de la población rural ucraniana. La población moldava, polaca, alemana y búlgara que residía en las comunidades rurales ucranianas sufrieron el hambre en la misma proporción que la población nativa. Aunque los grupos étnicamente rusos vivían principalmente en áreas urbanas, que fueron poco afectadas por la hambruna, la población rural rusa quedó tan afectada como la población rural de cualquier otra etnia.
El dr. Mark Tauger, profesor de la Universidad de West Virginia, afirmó que cualquier análisis que establezca que las cosechas de 1931 y 1932 no fueron extraordinariamente bajas, y que el hambre fue una medida política intencionalmente aplicada a través de racionamientos excesivos, se desarrolla sobre una base documental insuficiente y una aproximación poco crítica a las fuentes oficiales. Sin embargo, el historiador James Mace escribió que el punto de vista de Tauger «no era tomado en serio ni por rusos ni por ucranianos que hayan estudiado el tema».
El profesor Michael Ellman de la Universidad de Ámsterdam sostiene que, de acuerdo con una definición laxa del término, la hambruna de 1932-1933 pudo ser un genocidio. Basa su afirmación en:
- Acciones de comisión y de omisión: La exportación de grano (1.8 millones de toneladas) durante el período de hambre generalizado, impidiendo la emigración de las zonas más afectadas por la hambruna y no realizando ningún esfuerzo para asegurar la llegada de grano desde el exterior.
- La actitud del régimen estalinista en 1932-33, que consideraba que muchos de los que morían de hambre eran «contrarrevolucionarios», «vagos» o «ladrones», merecedores de su destino.

El autor por ello pregunta:

“A lo largo de su carrera como líder soviético, desde el Tsaritsyn (1918) al “Complot de los médicos” (1953) él (Stalin) hizo uso de violencia (mediante arrestos, ejecuciones y deportaciones) para lograr sus fines políticos. ¿Es realmente plausible suponer que con sus percepciones, convicciones, palabras, acciones, planes y declaraciones, Stalin se hubiese abstenido de utilizar un método eficiente, y económico (como matar de hambre) para reprimir a los elementos “contrarrevolucionarios” y liquidar “vagos”?”

## Negacionismo del Holodomor

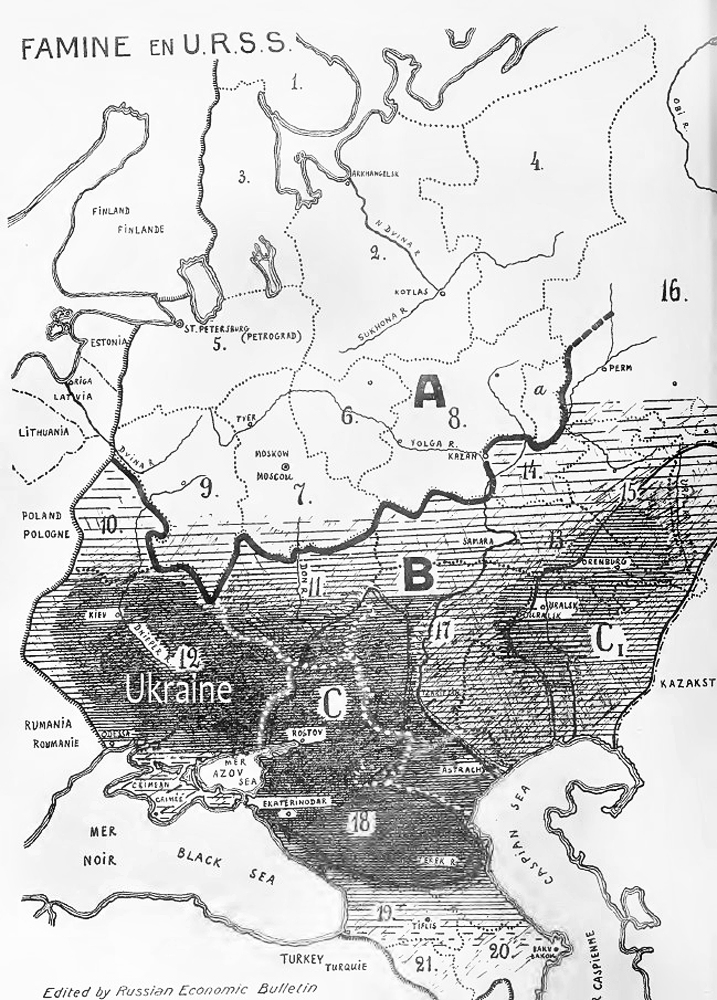
Mapa de la zona

El negacionismo del Holodomor significa afirmar que la «hambruna artificial» ucraniana de 1932-1933 no existió o no fue causada por el Gobierno soviético. Entre las causas alternativas se señala a las regulares hambrunas causadas por el clima y las atrasadas técnicas agrarias en Rusia y Ucrania durante el zarismo, la resistencia a la expropiación por parte de los pequeños propietarios campesinos de la época, o directamente a una campaña propagandística del nacionalismo ucraniano. Esta negación fue la postura típica de la propaganda soviética, respaldada por periodistas, círculos occidentales de izquierda y académicos cercanos al marxismo como Grover Furr o ajenos al mismo como Mark Tauger.
Las autoridades soviéticas —entre ellos, el presidente Mijaíl Kalinin o el ministro de asuntos exteriores Maksim Litvínov— negaron desde el primer momento el Holodomor, y mantuvieron esa actitud hasta bien entrada la década de 1980. En esta misma línea se pronunciaron numerosos periodistas de países occidentales, como Walter Duranty o Louis Fischer. La negación del Holodomor se convirtió en una exitosa campaña de desinformación, orquestada desde el gobierno soviético. Stalin «había logrado lo imposible: silenciar cualquier conversación sobre el hambre... Mientras morían millones, la nación entonaba las loas a la colectivización», tal como expresó el historiador y escritor Edvard Radzinsky. Otro experto sobre el tema —Robert Conquest— afirmó que fue el primer ensayo soviético de las técnicas de propaganda nazi, y que luego aplicarían durante los procesos de Moscú y el ocultamiento del Gulag.
El gobierno soviético patrocinó al Partido Comunista de Canadá para lograr que Douglas Tottle creara una propaganda negacionista que condena al Holodomor como una «mentira nazi» que todavía hoy está muy valorada por algunos historiadores como Grover Furr. Este suceso formó parte también de la Gran hambruna soviética de 1932-1933.

## El Holodomor en la propaganda moderna
La hambruna sigue siendo un tema con connotaciones políticas, por lo tanto es probable que continúen los encendidos debates por mucho tiempo. El antecedente más cercano del Holodomor como genocidio" fue en 1980, en Washington, mediante la creación de una Comisión del Congreso de los Estados Unidos encabezada por el historiador James Mace, que presentó un informe  donde llamó a la hambruna ucraniana de 1932-1933 genocidio. La comisión del Congreso de EE. UU. encabezada por J. Mace no tuvo acceso a los archivos soviéticos y trabajó principalmente con emigrantes que sobrevivieron a la colectivización y al hambre. Uno de los propagandistas del Holodomor-genocidio, el historiador ucraniano Stanislav Kulchitsky, reconoció que la decisión del Congreso de EEUU de definir la hambruna en Ucrania como genocidio "no se basó en documentos, sino en juicios subjetivos de testigos del Holodomor.
En 2007, el presidente Víktor Yúschenko ha declarado que desea una nueva ley penalizando la negación del Holodomor, mientras que el líder del partido comunista Petró Symonenko dijo que él no cree que hubo una hambruna deliberada de ninguna manera, y acusó a Yúschenko de «usar la hambruna para provocar odio». Pocos en Ucrania comparten la interpretación de la historia de Symonenko y el número de ucranianos que niegan la hambruna o la consideran que sucedió por causas naturales, cae en forma permanente.

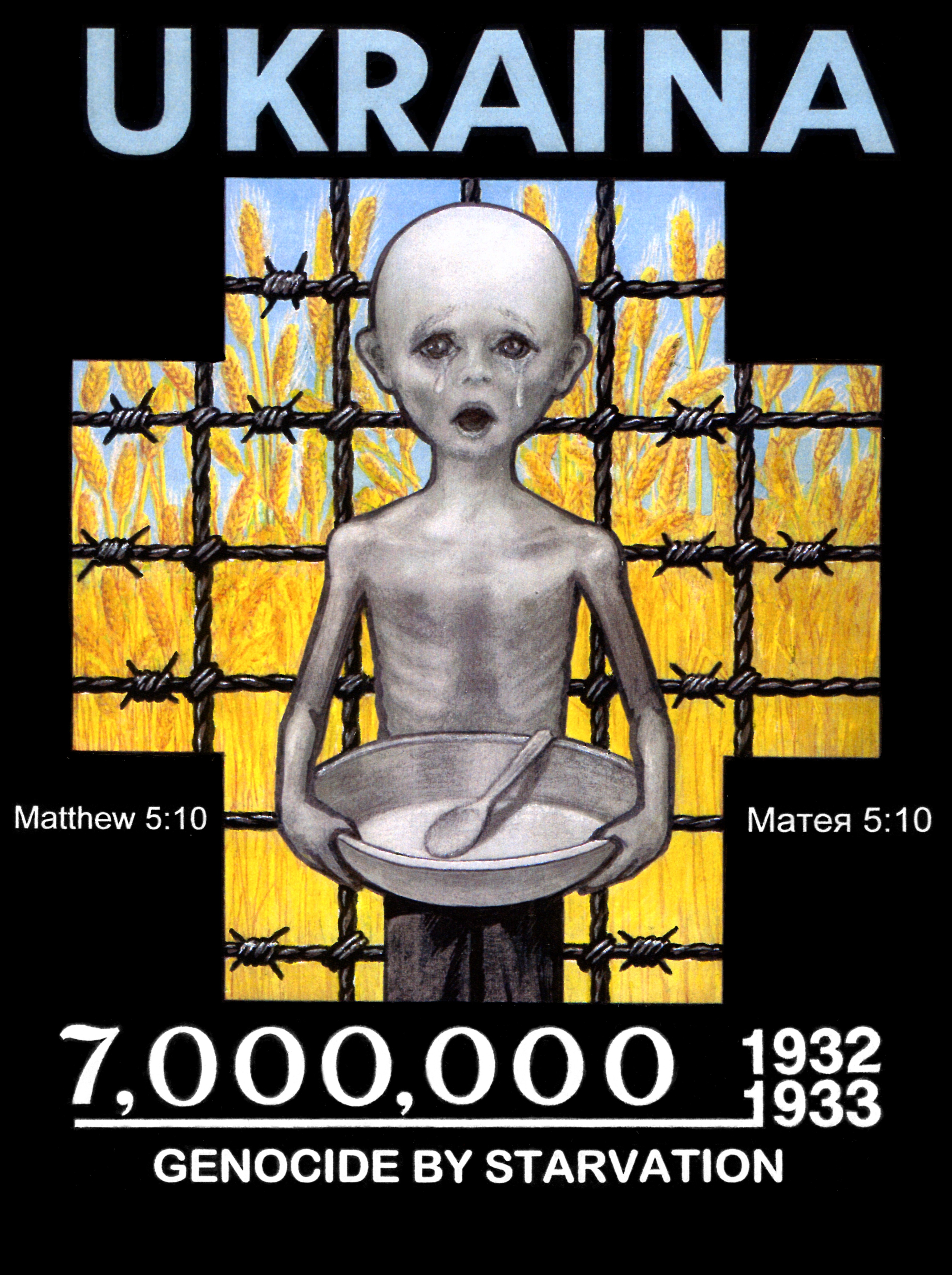
Cartel de Leonid Denysenko, Why!?

El 10 de noviembre de 2003 en las Naciones Unidas veinticinco países incluyendo a Rusia, Ucrania y Los Estados Unidos firmaron una declaración conjunta en el septuagésimo aniversario del Holodomor con el siguiente preámbulo:
- En la ex Unión Soviética millones de hombres, mujeres y niños fueron víctimas de acciones y políticas crueles del régimen totalitario. La gran hambruna de 1932-1933 en Ucrania (Holodomor) la cual costó entre 7 y 10 millones de víctimas inocentes y se convirtió en una tragedia nacional para el pueblo ucraniano. En este sentido nos adherimos a las actividades que se llevan a cabo en conmemoración del septuagésimo aniversario de esta hambruna, en particular por el gobierno de Ucrania.
Conmemorando este septuagésimo aniversario de la tragedia ucraniana, también honramos la memoria de millones de rusos, kazajos y miembros de otras nacionalidades que murieron de hambre en la región del río Volga, Cáucaso del Norte, Kazajistán y otras partes de la ex Unión Soviética, como resultado de la guerra civil y la colectivización forzada, dejando profundas cicatrices en la conciencia de futuras generaciones.
Uno de los más grandes argumentos al respecto, es que la hambruna habría sido precedida por un ataque contra la cultura nacional ucraniana, un detalle histórico común que precedió muchas acciones centralizadas dirigidas contra las naciones. A escala nacional, la represión política de 1937 (la gran purga) bajo la dirección de Nikolái Yezhov fue conocida por su ferocidad, no obstante Lev Kópelev escribió, «en Ucrania, 1937 empezó en 1933», refiriéndose al comparativamente temprano comienzo de las medidas enérgicas en Ucrania por parte de los soviéticos.
Aunque la hambruna fue bien documentada en su momento, su realidad ha sido cuestionada por razones ideológicas, por ejemplo por el gobierno soviético y sus voceros (como también por defensores del régimen soviético), por otros que fueron deliberadamente engañados por el gobierno soviético (como por ejemplo George Bernard Shaw¨), y, al menos en un caso, por Walter Duranty, para beneficio personal. Un ejemplo de una época tardía como opositor a la idea del Holodomor es el canadiense y periodista Douglas Tottle, autor de «Fraude, Hambruna y Fascismo: el mito del genocidio ucraniano desde Hitler a Harvard» (publicado por la editorial soviética con sede en Moscú, Editorial Progreso, en 1987). Tottle alega que aunque había severas privaciones económicas en Ucrania, la idea del Holodomor fue fabricada como propaganda por el régimen nazi y William Randolph Hearst para justificar la invasión nazi.

### Libros y artículos
- Ammende, Ewald, Human life in Russia, (Cleveland: J.T. Zubal, 1984), reimpresión, publicado originalmente: Londres, Reino Unido: Allen & Unwin, 1936.
- The Black Deeds of the Kremlin: a white book, S.O. Pidhainy, Editor-In-Chief, (Toronto: Ukrainian Association of Victims of Russian-Communist Terror, 1953), (Vol. 1 Book of testimonies. Vol. 2. The Great Famine in Ukraine in 1932–1933).
- Conquest, Robert, The Harvest of Sorrow: Soviet Collectivization and the Terror-Famine, (Edmonton: The University of Alberta Press in Association with the Canadian Institute of Ukrainian Studies, 1986).
- Davies, R.W., The Socialist offensive: the collectivization of Soviet agriculture, 1929–1930, (Londres: Macmillan, 1980).
- Der ukrainische Hunger-Holocaust: Stalins verschwiegener Volkermond 1932/33 an 7 Millionen ukrainischen Bauern im Spiegel geheimgehaltener Akten des deutschen Auswartigen Amtes, (Sonnebuhl: H. Wild, 1988), por Dmytro Zlepko.
- Dolot, Miron, Execution by Hunger: The Hidden Holocaust, a survivor's account of the Famine of 1932–1933 in Ukraine, (New York City: W.W. Norton & Company Inc., 1985).
- Dolot, Miron, Who killed them and why?: in remembrance of those killed in the Famine of 1932–1933 in Ukraine, (Cambridge, Mass: Harvard University, Ukrainian Studies Fund, 1984).
- Dushnyk, Walter, 50 years ago: the famine holocaust in Ukraine, (Nueva York: Toronto: World Congress of Free Ukrainians, 1983).
- Famine in the Soviet Ukraine 1932–1933: a memorial exhibition, Widener Library, Harvard University, preparado por Oksana Procyk, Leonid Heretz, James E. Mace (Cambridge, Mass: Harvard College Library, distributed by Harvard University Press, 1986).
- Famine in Ukraine 1932-33, publicado por Roman Serbyn y Bohdan Krawchenko (Edmonton: Canadian Institute of Ukrainian Studies, 1986). [Documentos seleccionados para una conferencia impartida en la Universidad de Quebec en Montreal en 1983).
- The Great Famine in Ukraine: the unknown holocaust: in solemn observance of the Ukrainian famine of 1932–1933, (reunido y publicado por los editores del Ukrainian Weekly [Roma Hadzewycz, George B. Zarycky, Martha Kolomayets] Jersey City, N.J.: Ukrainian National Association, 1983).
- Ellman, Michael (09 de 2005). «The Role of Leadership Perceptions and of Intent in the Soviet Famine of 1931–1934» (PDF). Europe-Asia Studies (Routledge) 57 (6): 823-41. doi:10.1080/09668130500199392. Archivado desde el original el 27 de febrero de 2009. Consultado el 14 de mayo de 2009.
- Graziosi, Andrea, "The Soviet 1931-1933 Famines and the Ukrainian Holodomor: Is a New Interpretation Possible, and What Would Its Consequences Be?", Harvard Ukrainian Studies, Vol. 27, No. 1/4 (2004-2005), pp. 97-115
- Gregorovich, Andrew, “Black Famine in Ukraine 1932-33: A Struggle for Existence”, Forum: A Ukrainian Review, n.º 24, (Scranton: Ukrainian Workingmen's Association, 1974).
- Halii, Mykola, Organized famine in Ukraine, 1932–1933, (Chicago: Ukrainian Research and Information Institute, 1963).
- Holod na Ukraini, 1932–1933: vybrani statti, uporiadkuvala Nadiia Karatnyts'ka, (New York: Suchasnist', 1985).
- Hlushanytsia, Pavlo, "Tretia svitova viina Pavla Hlushanytsi == La tercera guerra mundial de Pavlo Hlushanytsia, traducido por Vera Moroz, (Toronto: Anabasis Magazine, 1986). [Edición bilingüe en ucraniano e inglés].
- Holod 1932-33 rokiv na Ukraini: ochyma istorykiv, movoij dokumentiv, (Kiev: Vydavnytstvo politychnoyi literatury Ukrainy, 1990).
- Hryshko, Vasyl, Ukrains'kyi 'Holokast', 1933, (New York: DOBRUS; Toronto: SUZHERO, 1978).
- Hryshko, Vasyl, The Ukrainian Holocaust of 1933, Publicado y traducido por Marco Carynnyk, (Toronto: Bahrianyi Foundation, SUZHERO, DOBRUS, 1983).
- Comisión internacional de investigación sobre el hambre en Ucrania de 1932-1933. Procedimientos [extracto], 23-27 de mayo de 1988, Bruselas, Bélgica, [Jakob W.F. Sundberg, President; Legal Counsel, World Congress of Free Ukrainians: John Sopinka, Alexandra Chyczij; Legal Council for the Commission, Ian A. Hunter, 1988.
- Comisión internacional de investigación sobre el hambre en Ucrania de 1932-1933. Procedimientos [extracto], 21 de octubre - 5 de noviembre de 1988, New York City, [Jakob W.F. Sundberg, President; Counsel for the Petitioner, William Liber; General Counsel, Ian A. Hunter], 1988.
- Comisión internacional de investigación sobre el hambre en Ucrania de 1932-1933. Informe final, [Jacob W.F. Sundberg, President], 1990. Los informes de la [Comisión internacional de investigación sobre el hambre en Ucrania de 1932-1933. Informe final] están mecanografiados, contenidos en 6 volúmenes. Copias disponibles desde el Congreso Mundial de Ucranianos libres, Toronto.
- Kalynyk, Oleksa, Communism, the enemy of mankind: documents about the methods and practise of Russian Bolshevik occupation in Ukraine, (London, England: The Ukrainian Youth Association in Great Britain, 1955).
- Klady, Leonard, “Famine Film Harvest of Despair”, Forum: A Ukrainian Review, n.º 61, Spring 1985, (Scranton: Ukrainian Fraternal Association, 1985).
- Kolektyvizatsia і Holod na Ukraini 1929–1933: Zbirnyk documentiv і materialiv, Z.M. Mychailycenko, E.P. Shatalina, S.V. Kulcycky, eds., (Kiev: Naukova Dumka, 1992).
- Kostiuk, Hryhory, Stalinist rule in Ukraine: a study of the decade of mass terror, 1929–1939, (Munich: Institut zur Erforschung der UdSSSR, 1960).
- Kovalenko, L.B. & Maniak, B.A., eds., Holod 33: Narodna knyha-memorial, (Kiev: Radians'kyj pys'mennyk, 1991).
- Krawchenko, Bohdan, Social change and national consciousness in twentieth-century Ukraine, (Basingstoke: Macmillan in association with St. Anthony's College, Oxford, 1985).
- Luciuk, Lubomyr (and L Grekul), Holodomor: Reflections on the Great Famine of 1932-1933 in Soviet Ukraine (Kashtan Press, Kingston, 2008).
- Lettere da Kharkov: la carestia in Ucraina e nel Caucaso del Nord nei rapporti dei diplomatici italiani, 1932-33, a cargo de Andrea Graziosi, (Turín: Einaudi, 1991).
- Mace, James E., Communism and the dilemma of national liberation: national communism in Soviet Ukraine, 1918–1933, (Cambridge, Mass.: Distributed by Harvard University Press for the Ukrainian Research Institute and the Ukrainian Academy of Arts and Sciences in the U.S., 1983).
- Makohon, P., Svidok: Spohady pro 33-ho, (Toronto: Anabasis Magazine, 1983).
- Martchenko, Borys, La famine-genocide en Ukraine: 1932–1933, (Paris: Publications de l'Est europeen, 1983).
- Marunchak, Mykhailo H., Natsiia v borot'bi za svoie isnuvannia: 1932 і 1933 v Ukraini і diiaspori, (Winnipeg: Nakl. Ukrains'koi vil'noi akademii nauk v Kanadi, 1985).
- Memorial, compiled by Lubomyr Y. Luciuk and Alexandra Chyczij; translated into English by Marco Carynnyk, (Toronto: Published by Kashtan Press for Canadian Friends of “Memorial”, 1989). [Bilingual edition in Ukrainian and English. this is a selection of resolutions, aims and objectives, and other documents, pertaining to the activities of the Memorial Society in Ukraine].
- Mishchenko, Oleksandr, Bezkrovna viina: knyha svidchen', (Kyiv: Molod', 1991).
- Oleksiw, Stephen, The agony of a nation: the great man-made famine in Ukraine, 1932–1933, (London: The National Committee to Commemorate the 50th Anniversary of the Artificial Famine in Ukraine, 1932–1933, 1983).
- Pavel P. Postyshev, envoy of Moscow in Ukraine 1933–1934, [selected newspaper articles, documents, and sections in books], (Toronto: World Congress of Free Ukrainians, Secretariat, [1988], The 1932-33 Famine in Ukraine research documentation).
- Pidnayny, Alexandra, A bibliography of the great famine in Ukraine, 1932–1933, (Toronto: New Review Books, 1975).
- Pravoberezhnyi, Fedir, 8,000,000: 1933-i rik na Ukraini, (Winnipeg: Kultura і osvita, 1951).
- Senyshyn, Halyna, Bibliohrafia holody v Ukraini 1932–1933, (Ottawa: Montreal: UMMAN, 1983).
- Solovei, Dmytro, The Golgotha of Ukraine: eye-witness accounts of the famine in Ukraine, compilado por Dmytro Soloviy, (New York: Ukrainian Congress Committee of America, 1953).
- Stradnyk, Petro, Pravda pro soviets'ku vladu v Ukraini, (New York: N. Chyhyryns'kyi, 1972).
- Taylor, S.J., Stalin's apologist: Walter Duranty, the New York Time's man in Moscow, (New York: Oxford University Press, 1990).
- The Foreign Office and the famine: British documents on Ukraine and the great famine of 1932–1933, editado por Marco Carynnyk, Lubomyr Y. Luciuk y Bohdan Kor.
- The man-made famine in Ukraine (Washington D. C.: American Enterprise Institute for Public Policy Research, 1984). [Seminario. Participantes: Robert Conquest, Dana Dalrymple, James Mace, Michael Nowak].
- United States, Commission on the Ukraine Famine. Investigation of the Ukrainian Famine, 1932–1933: report to Congress / Commission on the Ukraine Famine, [Daniel E. Mica, Chairman; James E. Mace, Staff Director]. (Washington D. C.: U.S. G.P.O.: For sale by the Supt. of Docs, U.S. G.P.O., 1988), (Dhipping list: 88-521-P).
- United States, Commission on the Ukrainian Famine. Oral history project of the Commission on the Ukraine Famine, James E. Mace and Leonid Heretz, eds. (Washington D. C.: Supt. of Docs, U.S. G.P.O., 1990).
- Velykyi holod v Ukraini, 1932-33: zbirnyk svidchen', spohadiv, dopovidiv ta stattiv, vyholoshenykh ta drukovanykh v 1983 rotsi na vidznachennia 50-littia holodu v Ukraini—The Great Famine in Ukraine 1932–1933: a collection of memoirs, speeches amd essays prepared in 1983 in commemoration of the 50th anniversary of the Famine in Ukraine during 1932-33, [Publication Committee members: V. Rudenko, T. Khokhitva, P. Makohon, F. Podopryhora], (Toronto: Ukrains'ke Pravoslavne Bratstvo Sv. Volodymyra, 1988), edición bilingüe en ucraniano e inglés.
- Verbyts'kyi, M., Naibil'shyi zlochyn Kremlia: zaplianovanyi shtuchnyi holod v Ukraini 1932–1933 rokiv, (Londres, Reino Unido: DOBRUS, 1952).
- Voropai, Oleksa, V deviatim kruzi, (Londres, Reino Unido: Sum, 1953).
- Voropai, Oleksa,  The Ninth Circle: In Commemoration of the Victims of the Famine of 1933, Olexa Woropay; editado con una introducción de James E. Mace, (Cambridge, Mass.: Harvard University, Ukrainian Studies Fund, 1983).
- Marco Carynnyk, Lubomyr Luciuk and Bohdan S Kordan, eds, The Foreign Office and the Famine: British Documents on Ukraine and the Great Famine of 1932-1933, prólogo de Michael Marrus (Kingston: Limestone Press, 1988)
- Robert Conquest (1987), The Harvest of Sorrow: Soviet Collectivization and the Terror-Famine, New York: Oxford University Press. ISBN 0-19-505180-7
- Robert W. Davies; Wheatcroft, Stephen G., The Years of Hunger. Soviet Agriculture 1931-1933, Houndmills 2004 ISBN 3-412-10105-2, también ISBN 0-333-31107-8
- Robert W. Davies; Wheatcroft, Stephen G., “Stalin and the Soviet Famine of 1932-33 - A Reply to Ellman”, en Europe-Asia Studies Vol. 58 (2006), 4, pp. 625–633.
- Miron Dolot, Execution by Hunger: The Hidden Holocaust, New York: W.W Norton & Company, 1985, xvi + 231 pp. ISBN 0-393-01886-5.
- Barbara Falk, Sowjetische Städte in der Hungersnot 1932/33. Staatliche Ernährungspolitik und städtisches Alltagsleben (= Beiträge zur Geschichte Osteuropas 38), Köln: Böhlau Verlag 2005 ISBN 3-412-10105-2
- Wasyl Hryshko, The Ukrainian Holocaust of 1933, (Toronto: 1983, Bahriany Foundation)
- Stanislav Kulchytsky, Hennadiy Yefimenko. Демографічні наслідки голодомору 1933 р. в Україні. Всесоюзний перепис 1937 р. в Україні: документи та матеріали (Demographic consequence of Holodomor of 1933 in Ukraine. The all-Union census of 1937 in Ukraine), Kiev, Institute of History, 2003.
- R. Kusnierz, Ukraina w latach kolektywizacji i Wielkiego Glodu (1929-1933),Torun Archivado el 14 de marzo de 2022 en Wayback Machine., 2005
- Leonard Leshuk, ed., Days of Famine, Nights of Terror: Firsthand Accounts of Soviet Collectivization, 1928-1934 (Kingston: Kashtan Press, 1995)
- Lubomyr Luciuk, ed., Not Worthy: Walter Duranty's Pulitzer Prize and The New York Times (Kingston: Kashtan Press, 2004)
- Czesław Rajca (2005). Głód na Ukrainie. Lublin/Toronto: Werset. ISBN 83-60133-04-2.
- Stephen G. Wheatcroft. “Towards Explaining the Soviet Famine of 1931-1933: Political and Natural Factors in Perspective”, in Food and Foodways Vol. 12 (2004), n.º 2-3, pp. 104–136.
- Adam Hochschild. Anne Applebaum. Hambruna roja. La guerra de Stalin contra Ucrania. El Cultural, 18 de enero de 2019